# Olympiakos Pireus (piłka siatkowa mężczyzn)
Olympiakos Pireus – męski grecki klub siatkarski powstały w 1925 roku z bazą w mieście Pireus. Klub regularnie występował w Lidze Mistrzów.

## Sukcesy
Mistrzostwa Grecji:
- 1. miejsce (32x): 1967/1968, 1968/1969, 1973/1974, 1975/1976, 1977/1978, 1978/1979, 1979/1980, 1980/1981, 1982/1983, 1986/1987, 1987/1988, 1988/1989, 1989/1990, 1990/1991, 1991/1992, 1992/1993, 1993/1994, 1997/1998, 1998/1999, 1999/2000, 2000/2001, 2002/2003, 2008/2009, 2009/2010, 2010/2011, 2012/2013, 2013/2014, 2017/2018, 2018/2019, 2020/2021, 2022/2023, 2023/2024[1]
- 2. miejsce (17x): 1969/1970, 1971/1972, 1972/1973, 1976/1977, 1981/1982, 1983/1984, 1984/1985, 1985/1986, 1994/1995, 2001/2002, 2003/2004, 2004/2005, 2014/2015, 2016/2017, 2019/2020, 2021/2022, 2024/2025[2]
- 3. miejsce (7x): 1966, 1974/1975, 1996/1997, 2005/2006, 2006/2007, 2007/2008, 2015/2016

 Puchar Grecji:
- 1. miejsce (18x): 1980/1981, 1982/1983, 1988/1989, 1989/1990, 1991/1992, 1992/1993, 1996/1997, 1997/1998, 1998/1999, 2000/2001, 2008/2009, 2010/2011, 2012/2013, 2013/2014, 2015/2016, 2016/2017, 2023/2024[3], 2024/2025[4]
- 2. miejsce (8x): 1983/1984, 1984/1985, 1999/2000, 2003/2004, 2004/2005, 2009/2010, 2014/2015, 2022/2023

 Puchar Ligi Greckiej:
- 1. miejsce (7x): 2012/2013, 2014/2015, 2015/2016, 2016/2017, 2017/2018, 2018/2019, 2024/2025[5]
- 2. miejsce (2x): 2019/2020, 2022/2023

 Superpuchar Grecji:
- 1. miejsce (3x): 2000, 2010, 2025[6]
- 2. miejsce (4x): 1997, 2005, 2021, 2024

 Liga Mistrzów / Puchar Europy Mistrzów Krajowych:
- 2. miejsce (2x): 1991/1992, 2001/2002
- 3. miejsce (2x): 1992/1993, 1994/1995

 Puchar Europy Zdobywców Pucharów / Puchar Top Teams:
- 1. miejsce (2x): 1995/1996, 2004/2005
- 2. miejsce (2x): 1996/1997, 1997/1998

 Klubowe Mistrzostwa Świata:
- 3. miejsce (1x): 1992

 Puchar Challenge:
- 1. miejsce (1x): 2023[7]
- 2. miejsce (1x): 2018

## Europejskie puchary[8]
| Sezon     | Europejskie puchary              | Osiągnięcie   |
| --------- | -------------------------------- | ------------- |
| 1974/1975 | Puchar Europy Mistrzów Klubowych | Runda 1/8     |
| 1977/1978 | Puchar Europy Zdobywców Pucharów | 1/8 finału    |
| 1979/1980 | Puchar Europy Mistrzów Klubowych | Runda 1/8     |
| 1980/1981 | Puchar Europy Mistrzów Klubowych | Runda wstępna |
| 1981/1982 | Puchar Europy Mistrzów Klubowych | 4. miejsce    |
| 1982/1983 | Puchar CEV                       | 1/8 finału    |
| 1983/1984 | Puchar Europy Mistrzów Klubowych | 1/8 finału    |
| 1984/1985 | Puchar Europy Zdobywców Pucharów | Runda wstępna |
| 1985/1986 | Puchar Europy Zdobywców Pucharów | Runda wstępna |
| 1986/1987 | Puchar Europy Zdobywców Pucharów | 1/8 finału    |
| 1987/1988 | Puchar Europy Mistrzów Klubowych | 1/8 finału    |
| 1988/1989 | Puchar Europy Mistrzów Klubowych | Faza grupowa  |
| 1989/1990 | Puchar Europy Mistrzów Klubowych | 1/8 finału    |
| 1990/1991 | Puchar Europy Mistrzów Klubowych | II runda      |
| 1991/1992 | Puchar Europy Mistrzów Klubowych | 2. miejsce    |
| 1992/1993 | Puchar Europy Mistrzów Klubowych | 3. miejsce    |
| 1993/1994 | Puchar Europy Mistrzów Klubowych | 4. miejsce    |
| 1994/1995 | Puchar Europy Mistrzów Klubowych | 3. miejsce    |
| 1995/1996 | Puchar Europy Zdobywców Pucharów | 1. miejsce    |
| 1996/1997 | Puchar Europy Zdobywców Pucharów | 2. miejsce    |
| 1997/1998 | Puchar Europy Zdobywców Pucharów | 2. miejsce    |
| 1998/1999 | Puchar Europy Mistrzów Klubowych | Faza grupowa  |
| 1999/2000 | Puchar Europy Mistrzów Klubowych | Faza grupowa  |
| 2000/2001 | Liga Mistrzów                    | 4. miejsce    |
| 2001/2002 | Liga Mistrzów                    | 2. miejsce    |

| 2002/2003 | Liga Mistrzów    | Faza grupowa            |
| 2003/2004 | Liga Mistrzów    | Faza grupowa            |
| 2004/2005 | Puchar Top Teams | 1. miejsce              |
| 2005/2006 | Liga Mistrzów    | Faza grupowa            |
| 2006/2007 | Liga Mistrzów    | Faza grupowa            |
| 2007/2008 | Liga Mistrzów    | Faza grupowa            |
| 2007/2008 | Puchar CEV       | Runda Challenge         |
| 2008/2009 | Puchar CEV       | Runda Challenge         |
| 2009/2010 | Liga Mistrzów    | Runda 6                 |
| 2010/2011 | Liga Mistrzów    | Faza grupowa            |
| 2011/2012 | Puchar Challenge | 1/8 finału              |
| 2012/2013 | Puchar Challenge | 1/8 finału              |
| 2013/2014 | Liga Mistrzów    | Faza grupowa            |
| 2013/2014 | Puchar CEV       | Runda Challenge         |
| 2014/2015 | Liga Mistrzów    | Faza grupowa            |
| 2015/2016 | Puchar CEV       | 1/4 finału              |
| 2016/2017 | Puchar CEV       | 1/16 finału             |
| 2017/2018 | Puchar Challenge | 2. miejsce              |
| 2018/2019 | Puchar CEV       | 1/2 finału              |
| 2019/2020 | Puchar CEV       | 1/16 finału             |
| 2021/2022 | Liga Mistrzów    | 3. runda – kwalifikacje |
| 2021/2022 | Puchar CEV       | 1/16 finału             |
| 2022/2023 | Puchar Challenge | 1. miejsce              |
| 2023/2024 | Liga Mistrzów    | faza grupowa            |
| 2023/2024 | Puchar CEV       | ćwierćfinał             |
| 2024/2025 | Liga Mistrzów    | ćwierćfinał             |

## Trenerzy
| Sezon     | W klubie            | Imię i nazwisko    |
| --------- | ------------------- | ------------------ |
| 1998/1999 |                     | Zoran Gajić        |
| 1999/2000 | do 03.2000          | Zoran Gajić        |
| 1999/2000 | od 29.03.2000       | Tasos Kumplis      |
| 2000/2001 |                     | Daniele Ricci      |
| 2001/2002 |                     | Daniele Ricci      |
| 2002/2003 | Ljubomir Travica    |                    |
| 2003/2004 | Ljubomir Travica    |                    |
| 2004/2005 | do 12.04.2005       | Claudio Cuello     |
| 2004/2005 | od 12.04.2005       | Giorgos Lykudis    |
| 2005/2006 | do 29.12.2005       | Radovan Malević    |
| 2005/2006 | od 20.02.2006       | Stelios Prosalikas |
| 2006/2007 |                     | Sotiris Drikos     |
| 2007/2008 |                     | Sotiris Drikos     |
| 2008/2009 | Anders Kristiansson |                    |
| 2009/2010 | Anders Kristiansson |                    |
| 2010/2011 | do 03.01.2011       | Flavio Gulinelli   |
| 2010/2011 | od 04.01.2011       | Joanis Kalmazidis  |

| 2011/2012 |                   | Joanis Kalmazidis      |
| 2012/2013 | Dimitrios Kazazis |                        |
| 2013/2014 | Dimitrios Kazazis |                        |
| 2014/2015 | Dimitrios Kazazis |                        |
| 2015/2016 | Roberto Piazza    |                        |
| 2016/2017 | do 10.2016        | Flavio Gulinelli       |
| 2016/2017 | od 04.10.2016     | Slobodan Boškan        |
| 2017/2018 |                   | Fernando Muñoz Benítez |
| 2018/2019 |                   | Fernando Muñoz Benítez |
| 2019/2020 |                   | Fernando Muñoz Benítez |
| 2020/2021 | Dimitrios Kazazis |                        |
| 2021/2022 | Dimitrios Kazazis | do 22.12.2021          |
| 2021/2022 | od 05.01.2022     | Alberto Giuliani       |
| 2022/2023 |                   | Alberto Giuliani       |
| 2023/2024 | Daniel Castellani |                        |
| 2024/2025 | Andrea Gardini    |                        |

## Polacy w klubie
| Lata gry  | Imię i nazwisko   | Pozycja      |
| --------- | ----------------- | ------------ |
| 1992-1993 | Leszek Urbanowicz | przyjmujący  |
| 2017-2018 | Fabian Drzyzga    | rozgrywający |

## Kadra

### Sezon 2024/2025[29]
| Nr | Imię i nazwisko                     | Data ur. | Wzrost | Pozycja      |
| -- | ----------------------------------- | -------- | ------ | ------------ |
| 1  | Mahdi Dżelweh Ghaziani (do 01.2025) | 2001     | 208    | środkowy     |
| 2  | Alen Pajenk                         | 1986     | 203    | środkowy     |
| 3  | Dimitris Manikas                    | 2007     | 199    | środkowy     |
| 4  | Wasilis Kostopulos                  | 1995     | 198    | przyjmujący  |
| 6  | Mateo Hasbala                       | 2004     | 189    | rozgrywający |
| 8  | John Perrin                         | 1989     | 201    | przyjmujący  |
| 9  | Nikolas Papangelopulos              | 1988     | 202    | środkowy     |
| 10 | Rafail Kumendakis                   | 1993     | 203    | przyjmujący  |
| 12 | Nikos Zupani                        | 1989     | 202    | atakujący    |
| 14 | Dragan Travica                      | 1986     | 200    | rozgrywający |
| 15 | Dimitris Tziawras                   | 1999     | 177    | libero       |
| 16 | Aleksandar Atanasijević             | 1991     | 200    | atakujący    |
| 17 | Anestis Dalakuras                   | 1993     | 201    | przyjmujący  |
| 18 | Dimitris Konstantinidis             | 1993     | 188    | libero       |
| 19 | Apostolos Armenakis (od 31.01.2025) | 1980     | 205    | środkowy     |
| 20 | Nemanja Mašulović (od 11.11.2024)   | 1995     | 205    | środkowy     |
| 21 | Mitar Dzurits                       | 1989     | 211    | środkowy     |

### Sezon 2023/2024
| Nr | Imię i nazwisko                      | Data ur. | Wzrost | Pozycja      |
| -- | ------------------------------------ | -------- | ------ | ------------ |
| 1  | Ewangelos Wajopulos                  | 1997     | 203    | środkowy     |
| 2  | Alen Pajenk                          | 1986     | 203    | środkowy     |
| 3  | Dimitrios Gkaras                     | 1985     | 179    | libero       |
| 4  | Dimitris Komitudis                   | 1999     | 191    | rozgrywający |
| 5  | Tonček Štern                         | 1995     | 198    | atakujący    |
| 6  | Vasílis Karasavvídis (od 31.01.2024) | 1995     | 198    | libero       |
| 8  | Gustavo Bonatto                      | 1986     | 215    | środkowy     |
| 10 | Rafail Kumendakis                    | 1993     | 203    | przyjmujący  |
| 11 | Spyridon Chandrinos                  | 2001     | 186    | przyjmujący  |
| 12 | Nikos Zupani                         | 1989     | 202    | atakujący    |
| 14 | Dragan Travica                       | 1986     | 200    | rozgrywający |
| 15 | Dimitris Tziawras                    | 1999     | 177    | libero       |
| 17 | Anestis Dalakuras                    | 1993     | 201    | przyjmujący  |
| 21 | Mitar Dzurits                        | 1989     | 211    | środkowy     |
| 23 | Salvador Hidalgo Oliva               | 1985     | 198    | przyjmujący  |

### Sezon 2022/2023
| Nr | Imię i nazwisko                         | Data ur. | Wzrost | Pozycja      |
| -- | --------------------------------------- | -------- | ------ | ------------ |
| 2  | Alen Pajenk                             | 1986     | 203    | środkowy     |
| 3  | Dimitrios Gkaras                        | 1985     | 179    | libero       |
| 4  | Dimitris Komitudis (od 02.02.2023)      | 1999     | 191    | rozgrywający |
| 5  | Tonček Štern                            | 1995     | 198    | atakujący    |
| 6  | Mateo Hasbala                           | 2004     | 185    | rozgrywający |
| 8  | Gustavo Bonatto (od 03.01.2023)         | 1986     | 215    | środkowy     |
| 9  | Nikolaos Papangelopulos                 | 1988     | 202    | środkowy     |
| 10 | Rafail Kumendakis                       | 1993     | 203    | przyjmujący  |
| 11 | Spyridon Chandrinos                     | 2001     | 186    | przyjmujący  |
| 12 | Nikos Zupani                            | 1989     | 202    | atakujący    |
| 14 | Dragan Travica                          | 1986     | 200    | rozgrywający |
| 15 | Dimitris Tziawras                       | 1999     | 177    | libero       |
| 16 | Chrysostomos Koltsiakis (od 06.01.2023) | 1990     | 177    | rozgrywający |
| 17 | Anestis Dalakuras                       | 1993     | 201    | przyjmujący  |
| 18 | Apostolos Petsias (do 06.01.2023)       | 2003     | 193    | rozgrywający |
| 22 | Dimostenis Linardos                     | 1997     | 201    | środkowy     |
| 23 | Salvador Hidalgo Oliva                  | 1985     | 198    | przyjmujący  |

### Sezon 2021/2022
| Nr | Imię i nazwisko                    | Data ur. | Wzrost | Pozycja      |
| -- | ---------------------------------- | -------- | ------ | ------------ |
| 1  | Kostas Prusalis (od 18.12.2021)    | 1980     | 187    | rozgrywający |
| 2  | Alen Pajenk                        | 1986     | 203    | środkowy     |
| 3  | Dimitrios Charalampidis            | 1991     | 200    | środkowy     |
| 5  | Konstantinos Stiwachtis            | 1980     | 186    | rozgrywający |
| 7  | Nikola Mijailović                  | 1989     | 191    | przyjmujący  |
| 8  | Andreas Andreadis                  | 1982     | 205    | środkowy     |
| 9  | Hermans Egleskalns                 | 1990     | 202    | atakujący    |
| 10 | Dimitrios Zisis                    | 1994     | 183    | libero       |
| 11 | Stawros Kasampalis (do 18.12.2021) | 1995     | 190    | rozgrywający |
| 11 | Renee Teppan (od 23.01.2022)       | 1993     | 197    | atakujący    |
| 12 | Nikos Zupani                       | 1989     | 202    | środkowy     |
| 14 | Iraklis Papadopulos                | 1992     | 202    | atakujący    |
| 15 | Dimitris Tziawras                  | 1999     | 177    | libero       |
| 17 | Anestis Dalakuras                  | 1993     | 201    | przyjmujący  |
| 18 | Pavle Perić                        | 1998     | 207    | przyjmujący  |
| 19 | Dimitrios Efremidis                | 1990     | 194    | przyjmujący  |

### Sezon 2020/2021
| Nr | Imię i nazwisko                     | Data ur. | Wzrost | Pozycja      |
| -- | ----------------------------------- | -------- | ------ | ------------ |
| 1  | Christian Fromm                     | 1990     | 204    | przyjmujący  |
| 3  | Dimitrios Charalampidis             | 1991     | 200    | środkowy     |
| 5  | Konstantinos Stiwachtis             | 1980     | 186    | rozgrywający |
| 7  | Nikola Mijailović                   | 1989     | 191    | przyjmujący  |
| 8  | Teodoros Dordokidis (do 01.02.2021) | 2001     | 195    | środkowy     |
| 8  | Andreas Andreadis (od 02.02.2021)   | 1982     | 205    | środkowy     |
| 9  | Hermans Egleskalns                  | 1990     | 202    | atakujący    |
| 10 | Dimitrios Zisis                     | 1994     | 183    | libero       |
| 11 | Stawros Kasampalis (do 05.02.2021)  | 1995     | 190    | rozgrywający |
| 11 | Dimitris Nikolakis (od 02.02.2021)  | 1980     | 180    | rozgrywający |
| 12 | Teodoros Wulkidis                   | 1996     | 200    | środkowy     |
| 15 | Dimitris Tziawras                   | 1999     | 177    | libero       |
| 18 | Dimitrios Rizopulos                 | 1984     | 201    | przyjmujący  |
| 19 | Dimitrios Efremidis                 | 1990     | 194    | przyjmujący  |
| 22 | Aleksandar Okolić                   | 1993     | 205    | środkowy     |

### Sezon 2019/2020
| Nr | Imię i nazwisko         | Data ur. | Wzrost | Pozycja      |
| -- | ----------------------- | -------- | ------ | ------------ |
| 2  | Giorgos Papaleksiu      | 1999     | 202    | środkowy     |
| 5  | Konstantinos Stiwachtis | 1980     | 186    | rozgrywający |
| 6  | Michal Finger           | 1993     | 201    | atakujący    |
| 7  | Georgios Petreas        | 1986     | 201    | środkowy     |
| 8  | Gazmend Husaj           | 1987     | 200    | przyjmujący  |
| 9  | Menelaos Kokkinakis     | 1993     | 193    | przyjmujący  |
| 10 | Andreas Andreadis       | 1982     | 205    | środkowy     |
| 11 | Tasos Aspiotis          | 1991     | 201    | przyjmujący  |
| 12 | Teodoros Wulkidis       | 1996     | 200    | środkowy     |
| 14 | Eemi Tervaportti        | 1989     | 193    | rozgrywający |
| 15 | Dimitris Tziawras       | 1999     | 177    | libero       |
| 17 | Rafail Kumendakis       | 1993     | 203    | przyjmujący  |
| 18 | Dimitrios Rizopulos     | 1984     | 201    | przyjmujący  |
| 19 | Roland Gergye           | 1993     | 200    | przyjmujący  |

### Sezon 2018/2019
| Nr | Imię i nazwisko             | Data ur. | Wzrost | Pozycja      |
| -- | --------------------------- | -------- | ------ | ------------ |
| 1  | Konstantinos Christofidelis | 1977     | 195    | przyjmujący  |
| 2  | Giorgos Papaleksiu          | 1999     | 202    | środkowy     |
| 3  | Nikos Zupanis               | 1989     | 202    | atakujący    |
| 4  | Nikolaos Smaragdis          | 1982     | 202    | środkowy     |
| 5  | Konstantinos Stiwachtis     | 1980     | 186    | rozgrywający |
| 6  | Giorgos Stefanu             | 1981     | 187    | libero       |
| 7  | Georgios Petreas            | 1986     | 201    | środkowy     |
| 8  | Marcus Böhme                | 1985     | 211    | środkowy     |
| 9  | Teologos Daridis            | 1991     | 180    | libero       |
| 10 | Andreas Andreadis           | 1982     | 205    | środkowy     |
| 11 | Andreas Fragkos             | 1989     | 200    | przyjmujący  |
| 12 | Gavin Schmitt               | 1986     | 208    | atakujący    |
| 14 | Eemi Tervaportti            | 1989     | 193    | rozgrywający |
| 15 | Todor Aleksiew              | 1983     | 200    | przyjmujący  |
| 17 | Rafail Kumendakis           | 1993     | 203    | przyjmujący  |
| 18 | Jeroen Rauwerdink           | 1985     | 200    | przyjmujący  |

### Sezon 2017/2018
| Nr | Imię i nazwisko             | Data ur. | Wzrost | Pozycja      |
| -- | --------------------------- | -------- | ------ | ------------ |
| 1  | Konstantinos Christofidelis | 1977     | 195    | przyjmujący  |
| 2  | Giannis Rumeliotakis        | 1989     | 187    | przyjmujący  |
| 3  | Nikos Zupani                | 1989     | 202    | atakujący    |
| 4  | Mikko Oivanen               | 1986     | 198    | atakujący    |
| 5  | Konstantinos Stiwachtis     | 1980     | 186    | rozgrywający |
| 6  | Giorgos Stefanou            | 1981     | 187    | libero       |
| 7  | Georgios Petreas            | 1986     | 201    | środkowy     |
| 8  | Marcus Böhme                | 1985     | 211    | środkowy     |
| 9  | Theologos Daridis           | 1991     | 180    | libero       |
| 10 | Andreas Andreadis           | 1982     | 205    | środkowy     |
| 11 | Fabian Drzyzga              | 1990     | 196    | rozgrywający |
| 14 | Paraskevas Tselios          | 1997     | 207    | środkowy     |
| 15 | Todor Aleksiew              | 1983     | 200    | przyjmujący  |
| 18 | Jeroen Rauwerdink           | 1985     | 200    | przyjmujący  |

### Sezon 2016/2017
| Nr | Imię i nazwisko         | Data ur. | Wzrost | Pozycja      |
| -- | ----------------------- | -------- | ------ | ------------ |
| 2  | Justin Duff             | 1988     | 202    | środkowy     |
| 3  | Nikos Zupani            | 1989     | 202    | atakujący    |
| 4  | Dimitris Sultanopulos   | 1981     | 201    | środkowy     |
| 5  | Konstantinos Stiwachtis | 1980     | 186    | rozgrywający |
| 6  | Giorgos Stefanu         | 1981     | 187    | libero       |
| 7  | Dimitris Filipow        | 1990     | 198    | rozgrywający |
| 8  | Konrad Guzda            | 1990     | 185    | libero       |
| 9  | Menelaos Kokkinakis     | 1993     | 193    | przyjmujący  |
| 10 | Andreas Fragkos         | 1989     | 200    | przyjmujący  |
| 11 | Giannis Rumeliotakis    | 1989     | 187    | przyjmujący  |
| 14 | Athos Ferreira da Costa | 1988     | 203    | środkowy     |
| 17 | Liberman Agamez         | 1985     | 207    | atakujący    |
| 18 | Konstantin Čupković     | 1987     | 205    | przyjmujący  |

### Sezon 2015/2016
| Nr | Imię i nazwisko         | Data ur. | Wzrost | Pozycja      |
| -- | ----------------------- | -------- | ------ | ------------ |
| 1  | Charis Sakoglu          | 1990     | 194    | atakujący    |
| 4  | Dimitris Sultanopulos   | 1981     | 201    | środkowy     |
| 5  | Konstantinos Stiwachtis | 1980     | 186    | rozgrywający |
| 7  | Dimitris Filipow        | 1990     | 198    | rozgrywający |
| 8  | Hermans Egleskalns      | 1990     | 202    | atakujący    |
| 9  | Menelaos Kokkinakis     | 1993     | 193    | przyjmujący  |
| 10 | Božidar Ćuk             | 1992     | 200    | przyjmujący  |
| 11 | Konrad Guzda            | 1990     | 188    | libero       |
| 12 | Christos Papadopulos    | 1986     | 198    | środkowy     |
| 14 | Markos Galiotos         | 1996     | 195    | rozgrywający |
| 15 | Nikos Deliprimis        | 1990     | 197    | przyjmujący  |
| 16 | František Ogurčák       | 1984     | 198    | przyjmujący  |
| 17 | Kostas Tampuradzis      | 1983     | 191    | libero       |
| 18 | Giorgos Sfendylakis     | 1988     | 202    | środkowy     |
| 19 | Andrei Spînu            | 1987     | 210    | środkowy     |

### Sezon 2014/2015
| Nr | Imię i nazwisko             | Data ur. | Wzrost | Pozycja            |
| -- | --------------------------- | -------- | ------ | ------------------ |
| 1  | Konstantinos Christofidelis | 1977     | 195    | przyjmujący        |
| 2  | Atanasios Marulis           | 1988     | 188    | rozgrywający       |
| 4  | Milan Jurisic               | 1978     | 198    | środkowy           |
| 5  | Andrij Diaczkow             | 1985     | 202    | atakujący          |
| 7  | Georgios Stefanu            | 1981     | 188    | libero             |
| 8  | Kostas Prusalis             | 1980     | 193    | rozgrywający       |
| 9  | Menelaos Kokkinakis         | 1993     | 193    | przyjmujący        |
| 10 | Sotirios Sotiriu            | 1986     | 199    | przyjmujący        |
| 12 | Giorgos Sfendylakis         | 1988     | 202    | środkowy           |
| 14 | Wytze Kooistra              | 1982     | 209    | środkowy/atakujący |
| 15 | Carson Clark                | 1989     | 196    | atakujący          |
| 16 | Christos Woludakis          | 1988     | 185    | libero             |
| 17 | Giannis Takuridis           | 1988     | 198    | środkowy           |
| 18 | Aineias Dzelati             | 1982     | 198    | przyjmujący        |

### Sezon 2013/2014
| Nr | Imię i nazwisko             | Data ur. | Wzrost | Pozycja      |
| -- | --------------------------- | -------- | ------ | ------------ |
| 1  | Konstantinos Christofidelis | 1977     | 195    | przyjmujący  |
| 2  | Atanasios Marulis           | 1988     | 188    | rozgrywający |
| 3  | George Manikas              | 1996     | 196    | przyjmujący  |
| 4  | Milan Jurisic               | 1978     | 198    | środkowy     |
| 5  | Nikolaos Melles             | 1995     | 200    | środkowy     |
| 6  | Georgios Stefanu            | 1981     | 188    | libero       |
| 7  | Leonardo Caldeira           | 1982     | 197    | przyjmujący  |
| 8  | George Papadopulos          | 1986     | 203    | środkowy     |
| 9  | Menelaos Kokkinakis         | 1993     | 193    | przyjmujący  |
| 10 | Sotirios Sotiriu            | 1986     | 199    | atakujący    |
| 11 | Bojan Jordanow              | 1983     | 197    | atakujący    |
| 12 | Nikolaos Smaragdis          | 1982     | 202    | środkowy     |
| 14 | Wasilios Kurnetas           | 1976     | 194    | rozgrywający |
| 15 | Petros Kalas                | 1994     | 191    | przyjmujący  |
| 16 | Christos Woludakis          | 1988     | 185    | libero       |
| 17 | Markos Galiotos             | 1996     | 194    | rozgrywający |